# Hellenic Imperial Airways
Hellenic Imperial Airways war eine griechische Fluggesellschaft mit Sitz in Athen und Basis auf dem Flughafen Athen-Eleftherios Venizelos.

## Geschichte
Die Gesellschaft wurde Ende 2006 als Nachfolgerin der in Amman (Jordanien) ansässigen Air Universal gegründet. Anfangs wurden die Maschinen der Gesellschaft nur im Charterverkehr eingesetzt, wobei auch bereits Ziele in Deutschland angeflogen wurden. Seither wurden zwischenzeitlich auch einige Linienflüge angeboten.
2010 wurde die Gesellschaft von britischen Institute for Transport Management als beste europäische Chartergesellschaft des Jahres ausgezeichnet.
Während des Bürgerkriegs in Libyen 2011 übernahm die Gesellschaft die Evakuierung von 3000 chinesischen Staatsbürgern, die von Tripolis nach Bangkok, Shanghai, Peking und Hanoi ausgeflogen wurden.
Die Flugzeuge waren seit etwa Mitte 2012 abgestellt, der Fortbestand der Gesellschaft längere Zeit unklar. Zwischenzeitlich gilt eine Betriebseinstellung als gesichert.

## Flugziele
Neben Charterflügen bot Hellenic Imperial Airways zuletzt auch einige Linienverbindungen in den Nahen Osten und nach New York City an.

## Flotte
Mit Stand Juli 2014 bestand die Flotte der Hellenic Imperial Airways aus zwei Flugzeugen mit einem Durchschnittsalter von 27,9 Jahren:
- 4 Boeing 747-200 mit je 458 Sitzplätzen[11]

Die Gesellschaft war neben Iran Air einer der weltweit letzten Betreiber der Passagierversion der 747-200.